# راشد السالم
راشد عبد الرحمن السالم هو لاعب كرة قدم سعودى يلعب لنادي العدالة.
تدرج في الفئات السنية بنادي الروضة وانتقل إلى نادي الهلال في عام 2015 و انتقل إلى نادي هجر في مطلع عام 2019 و لعب بعدها مع نادي الجبلين ونادي العدالة.